# Albrecht IV. (Sachsen-Lauenburg)
Albrecht IV. von Sachsen-Lauenburg (* 1315; † 1344) war von 1338 bis 1344 Herzog von Sachsen-Lauenburg in der Linie Mölln und Bergedorf.

## Leben
Nach dem Tod seines Vaters, Herzog Johann II. von Sachsen-Lauenburg, führte Albrecht das Bergedorfer Schloss weiter als Wohnsitz und Residenz, wie dort ausgestellte Urkunden von 1335, 1342 und 1359 (also zu den Regierungszeiten seines Vaters, seiner selbst und seines Sohnes Albrecht V.) belegen. Die Kosten für die standesgemäße Hofhaltung waren für das kleine Herzogtum nahezu untragbar, so dass die Schulden, die bereits unter Albrechts Vater mehrfach zu Verpfändungen von Teilen des Herzogtums an Albrechts Onkel Gerhard von Holstein geführt hatten, weitere Verpfändungen erzwangen. Der Einfluss der Holsteiner auf Albrechts Politik war daher groß.
Zusammen mit Lübeck, Hamburg und den Holsteinern versuchte Albrecht, die Ordnung in seinem Herzogtum wiederherzustellen, nachdem sein Vetter Erich II. durch Überfälle auf Kaufmannszüge in Verruf geraten war. Deswegen fiel Albrecht im Winter 1343/1344 in Erichs Ländereien ein und schleifte mehrere Feste Häuser. Albrecht starb aber vor dem Ende dieses Feldzuges.

## Familie
In erster Ehe war Albrecht mit Beate († vor 1340), Tochter des Graf von Schwerin Gunzelin VI. vermählt.
Seine drei Söhne übernahmen nacheinander die Regierungsgeschäfte, starben aber ohne männliche Nachkommen:
- Johann III. (* um 1335; † 1356), Herzog ab 1344.
- Albrecht V. (* um 1335; † 1370), Herzog ab 1356.
- Erich III. (* vor 1340; † 1401), ursprünglich Domherr, ab 1370 Herzog. Mit ihm starb die Linie Mölln-Bergedorf des askanischen Fürstenhauses aus.

Albrecht selbst heiratete 1341 in zweiter Ehe Sophie von Ziegenhain, Tochter des Grafen Johann I. von Ziegenhain.